# Heinrich Theodor Koch
Heinrich Theodor Koch (* 15. März 1822 in Kürbitz; † 2. Oktober 1898 in Buchholz) war ein deutscher Jurist und Politiker.

## Leben und Wirken
Der Sohn des evangelischen Pfarrers im vogtländischen Kürbitz Ernst Gotthelf Koch (1791–1851) besuchte das Gymnasium im benachbarten Plauen. Nach dem Studium der Rechtswissenschaften an der Universität Leipzig ließ er sich 1848 als Advokat und Notar in der erzgebirgischen Kleinstadt Buchholz nieder, wo er von 1848 bis 1861 auch das Amt des Bürgermeisters innehatte. Als Vertreter des 11. städtischen Wahlkreises war er von 1854 bis 1868 Abgeordneter der II. Kammer des Sächsischen Landtags. Er gehörte mehreren ständischen Deputationen, u. a. für Verfassung und Gesetzgebung sowie der über Petitionen und Beschwerden an. Im Landtag war er Referent für Gesetzesvorlagen. Weiterhin war er Mitglied der evangelischen Landessynode. Von 1874 bis 1877 war er als Vertreter des 21. sächsischen Wahlkreises Abgeordneter im Deutschen Reichstag.